# Berit Högman
Berit Annette Högman, född Hansson 14 augusti 1958 i Järpliden i Södra Finnskoga församling i Värmlands län, är en svensk politiker (socialdemokrat) och ämbetsman. Hon var mellan 2018 och 2023 landshövding i Västernorrlands län. Hon var ordinarie riksdagsledamot 2002–2018, invald för Värmlands läns valkrets, ordförande i kulturutskottet 2010–2012 och vice gruppledare för Socialdemokraterna i riksdagen 2012–2018.
Högman var politiskt aktiv i SSU i Torsby kommun under 1970-talet och blev senare ombudsman i SSU Värmland. År 1983 flyttade hon till Umeå och var ombudsman inom ABF Västerbotten med ansvar för handikappfrågor. Hon återvände till Värmland 1985 och bosatte sig med sin familj i Skattkärr strax öster om Karlstad. Efter valet 1988 blev hon landstingsråd med ansvar för bland annat kultur och utbildning. Senare blev hon även landstingsstyrelsens ordförande. Hon innehade denna post till valet 2002, då hon blev riksdagsledamot.
Som nybliven riksdagsledamot blev Högman ledamot i arbetsmarknadsutskottet och suppleant i kulturutskottet. I mars 2003 blev Högman även suppleant i utbildningsutskottet. I juni 2004 lämnade hon arbetsmarknadsutskottet och blev istället ledamot i näringsutskottet. I samband med valet 2006 lämnade Högman kulturutskottet. I mars 2008 blev hon ledamot i riksdagens delegation till Interparlamentariska unionen, vilket hon förblev fram till oktober samma år. I juni samma år lämnade Högman såväl näringsutskottet som utbildningsutskottet, för att istället återkomma i arbetsmarknadsutskottet, denna gång som ordinarie ledamot, ett uppdrag som i september samma år ändrades till vice ordförandeskap för utskottet. Högman blev även ledamot i krigsdelegationen i april 2009. I samband med valet 2010 lämnade Högman vice ordförandeskapet i arbetsmarknadsutskottet och blev istället ordförande i kulturutskottet. Från och med den 23 mars 2012 till mars 2016 var Högman ledamot av Riksdagsstyrelsen.
Den 16 april 2018 efterträdde hon Gunnar Holmgren som landshövding i Västernorrlands län. Hon blev därmed den första kvinnan på posten.